# Université de Mysore
L'université de Mysore (en anglais : University of Mysore ; en kannada : ಮೈಸೂರು ವಿಶ್ವವಿದ್ಯಾಲಯ) est une université publique indienne située à Mysore dans le Karnāṭaka, en Inde.

## Présentation
L'université de Mysore est, dans l'ordre chronologique, la première université du Karnāṭaka et la 6ème de l'Inde : elle est fondée en 1916 par le maharadjah de Mysore, Krisnaradjah IV, sur le conseil de deux experts, C. R. Reddy et Thomas Denham). Ils entreprirent de créer un établissement d'enseignement supérieur empruntant au caractère de certaines universités étrangères des années 1910 : celles promouvant la recherche (Université de Chicago), la formation d'élites d'origine populaire (université du Wisconsin), et celles associant la culture générale à l'action politique et sociale (université d'Oxford et Cambridge). H. V. Nanjundaiah, qui avait joué un rôle-clef dans l'organisation de l'université, fut choisi comme premier vice-chancelier, poste qu'il conserva jusqu'à sa mort en 1920. Mokshagundam Visvesvarayya, alors Diwan de Mysore, fit beaucoup pour la reconnaissance de la nouvelle institution. L’université fut inaugurée le 27 juillet 1916, et s'agrandit bientôt de deux départements détachés de l'Université de Madras, le College du Maharadjah de Mysore et le Central College de Bangalore. Les statuts furent amendés en 1933 puis en 1939 : ils favorisaient l'entrée au conseil de personnalités de la société civile, et attribuaient à ce conseil la responsabilité des questions academiques.

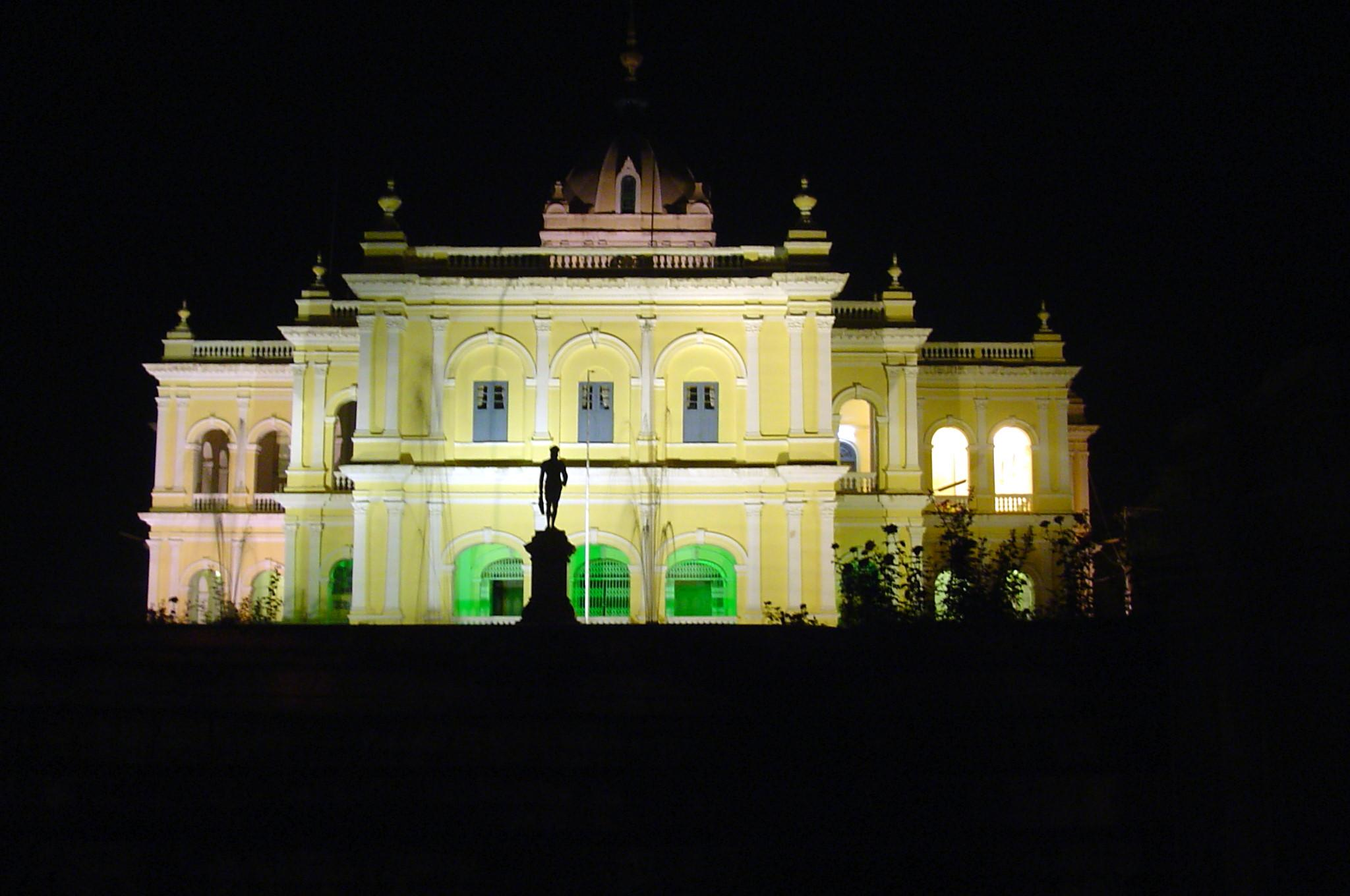
Université de Mysore, de nuit

De nouveaux statuts furent adoptés dans le cadre de la création de l’État de Mysore en 1956 : ils accordaient l'autonomie à l'université (ces statuts ont été entièrement actualisés en 2000). En 1960, le campus des étudiants de deuxième cycle (graduate centre) a été aménagé sur un terrain de 300 ha dans le cadre pittoresque du lac Kukkarahalli. Le poète national et lauréat du prix Jnanpith, K. V. Puttappa (Kuvempu), ex-vice-chancelier de l'université, l'a inauguré en le baptisant Manasagangotri(« source du Gange de l'Esprit »). L'université de Bangalore est née en 1964 d'une partition de l'université de Mysore, avec au départ uniquement un collège d'arts libéraux et une école d'ingénieur, le Visvesvaraya College of Engineering ; de même, l’université de Mangalore a été créée par regroupement des collèges du District de Dakshina Kannada en 1980.

## Professeurs notables
- Vijaya Dabbe, écrivaine de langue kannada